# Кабулова Саодат Кабулівна
Саодат Кабуловна Кабулова (узб. Qobulova Saodat; 15 грудня 1925, Маргилан — 12 жовтня 2007, Ташкент) — узбецька радянська оперна співачка, актриса і музичний педагог. Народна артистка СРСР (1959)

## Біографія
Саодат Кабулова народилася 15 грудня 1925 року в Маргілані (Узбекистан).
Батько Кабул Ходжаєв працював перукарем, грав на дутарі, трубі в народному духовому оркестрі Хамзи Хакім-заде Ніязі, як ворог народу був засуджений на п'ять років таборів. Мати Сабохат-а також добре грала на дутарі.
Творче життя на сцені почала у 1939 році в театрі Маргілан.
З 1941 по 1948 рік — актриса Узбецького театру музичної драми та комедії ім. Мукими (нині Державний музичний театр імені Мукими) в Ташкенті.
У 1948—1954 роках навчалася в студії узбецької опери в Московській консерваторії (займалася у К. І. Васьковой, потім у Д. Б. Білявською), у 1969 році закінчила Ташкентську державну консерваторію (нині — Державна консерваторія Узбекистану).
З 1954 по 1986 рік — солістка Державного театру опери та балету ім. А. Навої (нині Державний Академічний Великий Театр імені Алішера Навої) в Ташкенті. Виступала як в класичному репертуарі, так і в національних узбецьких операх.
У концертах виконує узбецькі народні пісні, вокальні частини макамів, романси, твори як узбецьких композиторів, так і композиторів інших країн.
Гастролювала по містах СРСР і за кордоном (Індія, Бірма, Афганістан, Таїланд, Камбоджа, НДР, Болгарія, Польща, Канада, Монголія).
З 1969 викладала в Ташкентській консерваторії (з 1986 року — професор, у 1988—1997 роках — завідувач кафедри академічного співу.
Саодат Кабулова померла 12 жовтня 2007 року в Ташкенті. Похована на Чигатайском кладовищі.

### Сім'я
- Дружина — Холходжа Тухтасынов
- Дочки — Гульнара і Нодра.

## Нагороди і звання
- 1-загини премія на 6-ма Всемирном фестивалі молоді #і студентів у Москве (1957)
- Народна артистка Узбекской ССР (1957)
- Народна артистка СРСР (1959)
- Орден «Дустлик» (1998)
- Орден «За котрі видаються заслуги» (Узбекистан) (2001)

## Партії
- «Зайнаб і Омон» БИ. Зейдмана, Т. Садыкова, ЗАГИНУ. Раджаби, Д. Закирова — Хури
- «Риголетто» Дж. Верди — Джильда
- «Иоланта» П. Чайковского — Иоланта
- «Богема» Дж. Пуччини — Мими
- «Севильский цирюльник» Дж. Россини — Розина
- «Тахир і Зухра» Т. Джалилова і БИ. Бровцына — Зухра
- «Дилором» МА. Ашрафи — Дилором
- «Лейли і Меджнун» Р. Глиэра і Т. Садыкова — Джамиля
- «Гюльсара» Р. Глиэра і Т. Садыкова — Асаль
- «Проделки Майсары» З. Юдакова — Ойхон
- «Шукачі жемчуга» Ж. Бизе — Лейла
- «Травиата» Дж. Верди — Виолетта
- «Світ з темряви» Р. Хамраева — Гюльнар
- «Хамза» З. Бабаева — Санобар
- «Нурхон» К. Яшена — Нурхон
- «Мадам Баттерфляй» Джакомо Пуччіні — Чисто--Чисто--сан

## Фильмография
- 1964 — Де ти, моя Зульфия? — вокал

## Память
- Студією «Узбектелефильма» зняте два фільму, присвячені творчості певицы: «Саодат» #і «Співає Саодат Кабулова» (1991).

## Прімечания
1. 1 2  Кабулова Саодат // Большая советская энциклопедия: [в 30 т.] / под ред. А. М. Прохорова — 3-е изд. — Москва: Советская энциклопедия, 1969.
2. ↑  ZiyoNET — Деятели[недоступне посилання з Июль 2018]
3. ↑  Информационное агентство при МИД РУ «Жахон» — Народная артистка Узбекистана Саодат Кабулова. Архів оригіналу за 3 лютого 2012. Процитовано 18 серпня 2019.
4. ↑  КАБУЛОВА САОДАТ (Оперная певица). Архів оригіналу за 18 серпня 2019. Процитовано 18 серпня 2019.

## Заслання
- Зоря по імені Саодат [Архівовано 18 серпня 2019 у Wayback Machine.]